# Seľany
Seľany (węg. Szelény) – wieś (obec) na Słowacji położona w kraju bańskobystrzyckim, w powiecie Veľký Krtíš. Pierwsze wzmianki o miejscowości pochodzą z 1268 roku.
Według danych z dnia 31 grudnia 2012 roku, wieś zamieszkiwało 206 osób, w tym 109 kobiet i 97 mężczyzn.
W 2001 roku rozkład populacji względem narodowości i przynależności etnicznej wyglądał następująco:
- Słowacy – 45,06%
- Czesi – 0,43%
- Węgrzy – 54,08%

Ze względu na wyznawaną religię struktura mieszkańców kształtowała się w 2001 roku następująco:
- Katolicy rzymscy – 93,56%
- Ewangelicy – 5,58%
- Nie podano – 0,86%